# 中山國小站
25°03′46″N 121°31′36″E / 25.062689°N 121.526572°E
中山國小站，位於台灣台北市中山區，為台北捷運中和新蘆線（新莊線）的捷運車站，取名於鄰近的臺北市中山區中山國民小學。

## 車站概要
車站位於民權東路一段聚葉里與恆安里交界處，林森北路口與新生北路口間，老地名牛埔、宮前（中山國小原名「宮前公學校」）。車站編號為O10。

## 車站構造

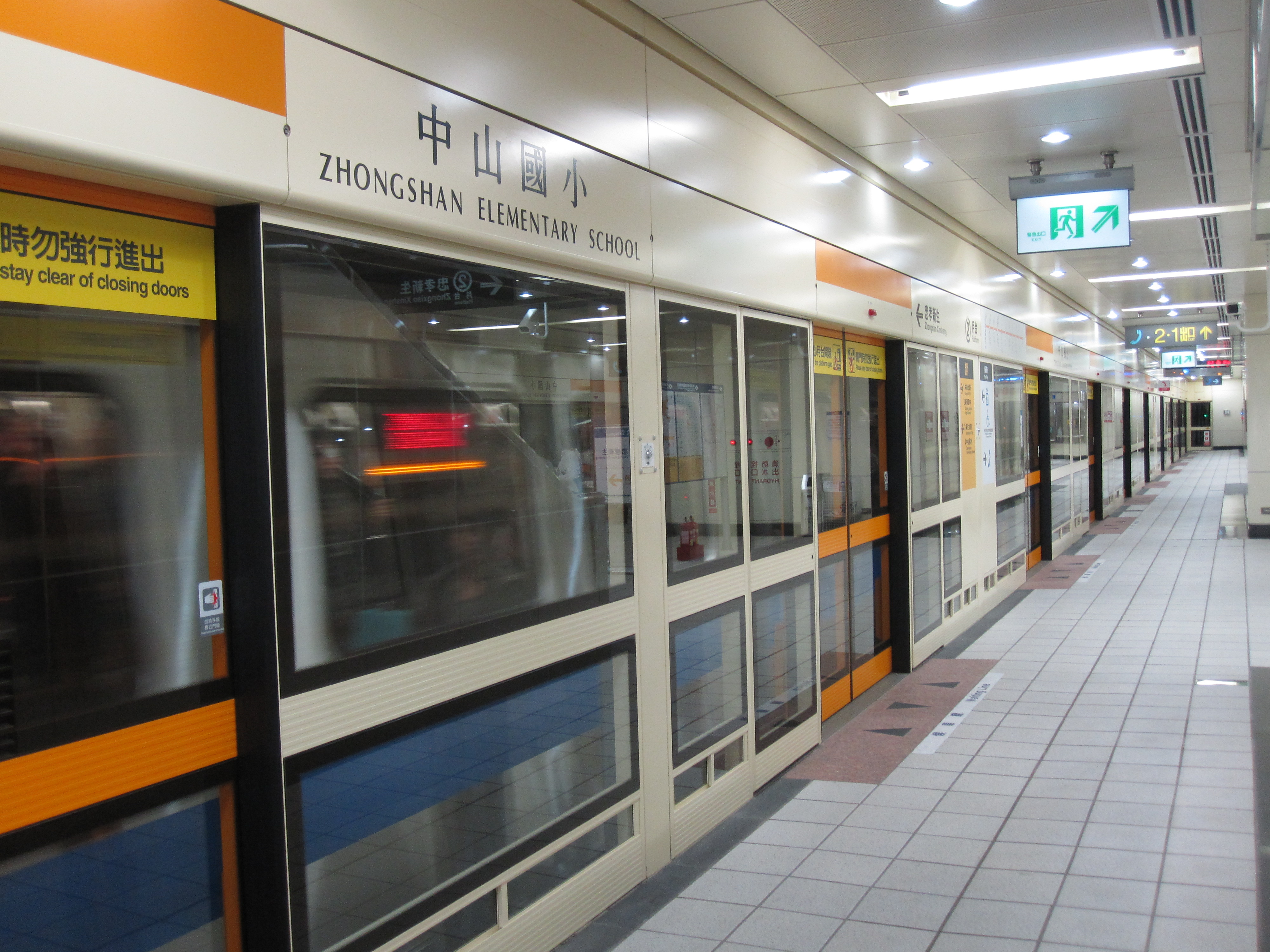
月台

地下二層車站，四座出入口，一座島式月台。

### 車站樓層
| 地面      | 出入口             | 出入口                                          |
| 地下 一樓 | 大廳層             | 車站大廳、詢問處、自動售票機、驗票閘門          |
| 地下 一樓 | 大廳層             | 洗手間                                          |
| 地下 二樓 | 一月台             | ← 中和新蘆線 往迴龍／蘆洲方向（O11 民權西路站） |
| 地下 二樓 | 島式月台，左側開門 |                                                 |
| 地下 二樓 | 二月台             | 中和新蘆線 往南勢角方向（O09 行天宮站）→        |

### 車站出口
出口1、2位於車站西端，出口3、4位於車站東端，無障礙電梯位於出口4。
| 出入口                          | 圖片      | 位置     |
| ------------------------------- | --------- | -------- |
| 出入口1 · 設有手扶梯            |           | 林森北路 |
| 出入口2                         |           | 新興國中 |
| 出入口3 · 設有手扶梯            |           | 新生北路 |
| 出入口4 · 設有電梯 · 設有手扶梯 | 出口4電梯 | 中山國小 |
| 註： 設有電梯 \| 設有手扶梯     |           |          |

## 歷史
- 2010年11月3日：新莊線中山國小站隨著新莊線「大橋頭－忠孝新生」與蘆洲線「蘆洲－大橋頭」段正式通車而啟用[3]（p. 230）。
- 2012年1月5日：新莊線新北市段「輔大－大橋頭」正式通車，新增「輔大－忠孝新生」營運模式[3]（p. 230）。

## 利用狀況
根據2024年12月資料，本站每日旅運量約為35,966，在台北捷運各站中排行第48名。
| 年   | 年間      | 年間      | 年間       | 年間  | 單日平均 | 單日平均 |
| 年   | 上車      | 下車      | 上下車計   | 來源  | 上車     | 上下車   |
| ---- | --------- | --------- | ---------- | ----- | -------- | -------- |
| 2010 | 388,298   | 421,627   | 809,925    | [ 4 ] | 6,581    | 13,728   |
| 2011 | 2,490,066 | 2,624,512 | 5,114,578  | [ 4 ] | 6,822    | 14,013   |
| 2012 | 3,670,388 | 3,724,300 | 7,394,688  | [ 4 ] | 10,028   | 20,204   |
| 2013 | 4,634,655 | 4,643,829 | 9,278,484  | [ 4 ] | 12,698   | 25,421   |
| 2014 | 5,097,330 | 5,104,553 | 10,201,883 | [ 4 ] | 13,965   | 27,950   |
| 2015 | 5,439,007 | 5,452,338 | 10,891,345 | [ 4 ] | 14,901   | 29,839   |
| 2016 | 5,753,993 | 5,790,342 | 11,544,335 | [ 4 ] | 15,721   | 31,542   |
| 2017 | 5,894,129 | 5,923,877 | 11,818,006 | [ 4 ] | 16,148   | 32,378   |
| 2018 | 6,049,043 | 6,066,397 | 12,115,440 | [ 4 ] | 16,573   | 33,193   |

## 車站周邊
| |                                                                                 |
| - 臺北市中山區中山國民小學 - 臺北市立新興國民中學 - 台北市立圖書館恆安民眾閱覽室 - 晴光商圈 (位於本站與民權西路站間) - 稻江護理家事職業學校 - 臺北市天皇宮 - 台北市景福宮 - 臺北市公共自行車租賃系統 - 捷運中山國小站(2號出口) - 捷運中山國小站(4號出口) | - 雙城街夜市 - 新生高架道路 - 新壽公園 - 千禧捷座社區大樓 - 晴光市場 - 新興公園 |

## 公車資訊
| 編號           | 經營業者           | 區間                           | 備註                                            |
| -------------- | ------------------ | ------------------------------ | ----------------------------------------------- |
| 26             | 首都客運           | 社子－行天宮                   |                                                 |
| 41             | 大都會客運         | 北士科－捷運大安站             |                                                 |
| 63             | 大都會客運         | 舊宗路－台北車站               |                                                 |
| 203            | 中興巴士、光華巴士 | 天母－汐止社后                 |                                                 |
| 225            | 三重客運           | 蘆洲－民生社區                 |                                                 |
| 225區間車      | 三重客運           | 蘆洲－松山機場                 |                                                 |
| 226            | 首都客運           | 三重－吳興街                   |                                                 |
| 227            | 中興巴士           | 三重－永和                     |                                                 |
| 227區間車      | 中興巴士           | 三重－捷運民權西路站           |                                                 |
| 277            | 大都會客運         | 松德－榮總                     |                                                 |
| 279            | 光華巴士、中興巴士 | 天母－東湖                     |                                                 |
| 280            | 中興巴士           | 天母－公館                     |                                                 |
| 520            | 三重客運           | 新北產業園區－捷運民權西路站   | 屬於新北市區公車。                              |
| 612            | 大都會客運         | 松德－惇敘工商                 |                                                 |
| 617            | 三重客運           | 泰山－內湖                     |                                                 |
| 617副線        | 三重客運           | 泰山－內湖                     |                                                 |
| 801            | 指南客運           | 五股－松山機場                 | 直行五股成泰路、泰山明志路。 屬於新北市區公車。 |
| 803            | 指南客運           | 五股－松山機場                 | 行經貿商二村、泰山泰林路。 屬於新北市區公車。   |
| 紅29           | 東南客運           | 新湖二路－捷運民權西路站       |                                                 |
| 紅31           | 三重客運           | 捷運大湖公園站－捷運民權西路站 |                                                 |
| 民權幹線       | 首都客運           | 南港－台北橋                   | 原紅32                                          |
| 內科通勤專車18 | 三重客運           | 捷運民權西路站－內湖科技園區   |                                                 |
| 1841           | 國光客運           | 松山機場－南崁－桃園國際機場   | 屬於國道客運。                                  |
| 1842           | 國光客運           | 松山機場－大園                 | 屬於國道客運。                                  |
| 5250           | 亞通客運           | 台北－大園                     | 屬於國道客運。                                  |

## 腳註

### 來源資料
1. 1 2  . 臺北大眾捷運股份有限公司. 2021-01-15.
2. ↑  期待·早日通車 （页面存档备份，存于），需仁的旅遊與心情點滴
3. 1 2  徐榮崇. . 臺北市文獻委員會. 2015年12月  [2020-01-05]. ISBN 9789860469875. （原始内容存档于2020-12-07）. 國家圖書館
4. ↑  臺北捷運公司. . 2019-02-26  [2019-08-10]. （原始内容存档于2020-11-28）. 臺北市統計資料庫查詢系統

## 外部連結
- 臺北大眾捷運股份有限公司 （页面存档备份，存于）
- 臺北市政府捷運工程局 （页面存档备份，存于）
- 中山國小站位置圖（台北捷運公司） （页面存档备份，存于）
- 中山國小站剖面相關位置圖（台北捷運公司） （页面存档备份，存于）